# Chiloglanis neumanni
Chiloglanis neumanni är en fiskart som beskrevs av Boulenger, 1911. Chiloglanis neumanni ingår i släktet Chiloglanis och familjen Mochokidae. IUCN kategoriserar arten globalt som otillräckligt studerad. Inga underarter finns listade i Catalogue of Life.